# Кондрашов, Борис Петрович
Бори́с Петро́вич Кондрашо́в (род. 24 марта 1957, Свердловск) — российский государственный деятель, в 1990—1993 народный депутат РСФСР/РФ.

## Биография
После окончания Свердловского юридического института и службы в армии с 1980 года работал в следственном аппарате Главного управления внутренних дел г. Москвы, где с 1988 г. возглавлял отдел по расследованию дел, связанных с организованной преступностью.
С 1990 по 1993 год народный депутат РСФСР, член Верховного Совета, заместитель председателя Комитета по вопросам законности, правопорядка и борьбы с преступностью. Член Конституционного совещания России. Инициатор и один из разработчиков законов Российской Федерации «О милиции», «О частной детективной и охранной деятельности», «Об оружии» и др.
С 1993 по 1997 г.- заместитель начальника Главного управления внутренних дел г. Москвы.
С 1997 г. Заместитель Министра Юстиции России, а затем Главный судебный пристав Российской Федерации.
Член Комиссии по государственным наградам при Президенте России (1999-2008).
С 1999 по 2011 г. первый вице-президент Тюменской нефтяной компании, исполнительный вице-президент ОАО «ТНК-ВР» URL: http://www.kommersant.ru/doc/376047.
Доктор юридических наук, профессор. Тема диссертации: «Общественность и административно-правовые методы её обеспечения». Лично и в соавторстве с другими учеными-юристами подготовил 9 учебников и учебных пособий, свыше 40 работ в области административного права и правоохранительной деятельности.
Член координационного совещания при организационном комитете «Победа» при Президенте Российской Федерации.
Заслуженный работник МВД России, почётный работник ФССП Российской Федерации.